# József Szalma
József Szalma (* 9. Januar 1948 in Zrenjanin, Jugoslawien) ist ein serbischer Rechtswissenschaftler und Hochschullehrer an der Universität Novi Sad. 

## Leben und Werk
Szalma studierte bis 1970 Rechtswissenschaften an der Universität Novi Sad. 1976 erwarb er in Belgrad den Titel des Magister iuris, 1979 promovierte er ebenfalls an der Universität Belgrad zum Dr. iur. Anschließend arbeitete er als Dozent in Belgrad und Novi Sad, bevor 1985 zum außerordentlichen Professor ernannt wurde. Seit 1990 ist er ordentlicher Professor an der Universität Novi Sad im Fachbereich Zivilrecht für Obligationenrecht.
Szalma ist auch international tätig. Er hatte Gastprofessuren an der Eötvös-Loránd-Universität (1997) und an der Universität Miskolc (2002/03) inne. Er ist seit 1994 Forschungsmitarbeiter an der Universität Wien. Außerdem ist er korrespondierendes Mitglied der Akademie der Wissenschaften der Vojvodina.
Szalmas Forschungsinteresse erfasst insbesondere das serbische, das ungarische und das internationale Schuld- und Obligationenrecht. Er hat auch im Bereich von anderen zivilrechtlichen Themen Beiträge veröffentlicht.

## Veröffentlichungen (Auswahl)
- Obligaciono pravo. Beograd 1988 (serbisch).
- Okozatosság és polgári jogi felelősség – az európai és a magyar jogban. Miskloc 2000 (ungarisch).
- Haupttendenzen im ungarischen (Deliktsrecht) Haftpflichtrecht. Budapest 2005.
- Differenzierung zwischen der zivilrechtlichen und der strafrechtlichen Haftung in der Theorie und in den Kodifikationen des 19. und 20. Jahrhunderts. Budapest 2009.
- Enteignungen in Serbien nach dem Zweiten Weltkrieg und der Stand der Restitutionsgesetzgebung. In: Gilbert H. Gornig, Hans-Detlef Horn und Dietrich Murswiek (Hrsg.): Eigentumsrecht und Enteignungsunrecht. Duncker & Humblot, Berlin 2009, ISBN 978-3-428-13212-6.